# Echipa națională de rugby din Samoa
Echipa națională de rugby din Samoa reprezintă Samoa în meciurile internaționale de rugby, Samoa fiind una dinitre națiunile minore din eșalonul al doilea al rugby-ul internațional. 
Samoa participă anual la Cupa Națiunilor din Pacific împreună cu echipele din Fiji, Japonia, Tonga și cu echipele secundare ale Noii Zeelande și Australiei. Competiția a fost inaugurată în anul 2006. Samoa a participat la toate edițiile Campionatului Mondial de Rugby cu excepția ediției inaugurale, cel mai bun rezultat fiind clasificarea în sferturi de finală. 
Rugbi-ul este sportul național din Samoa, echipa practicând la începutul meciurilor un ritual de provocare, numit siva tau similar haka-ului neo-zeelandez.